# Sertig

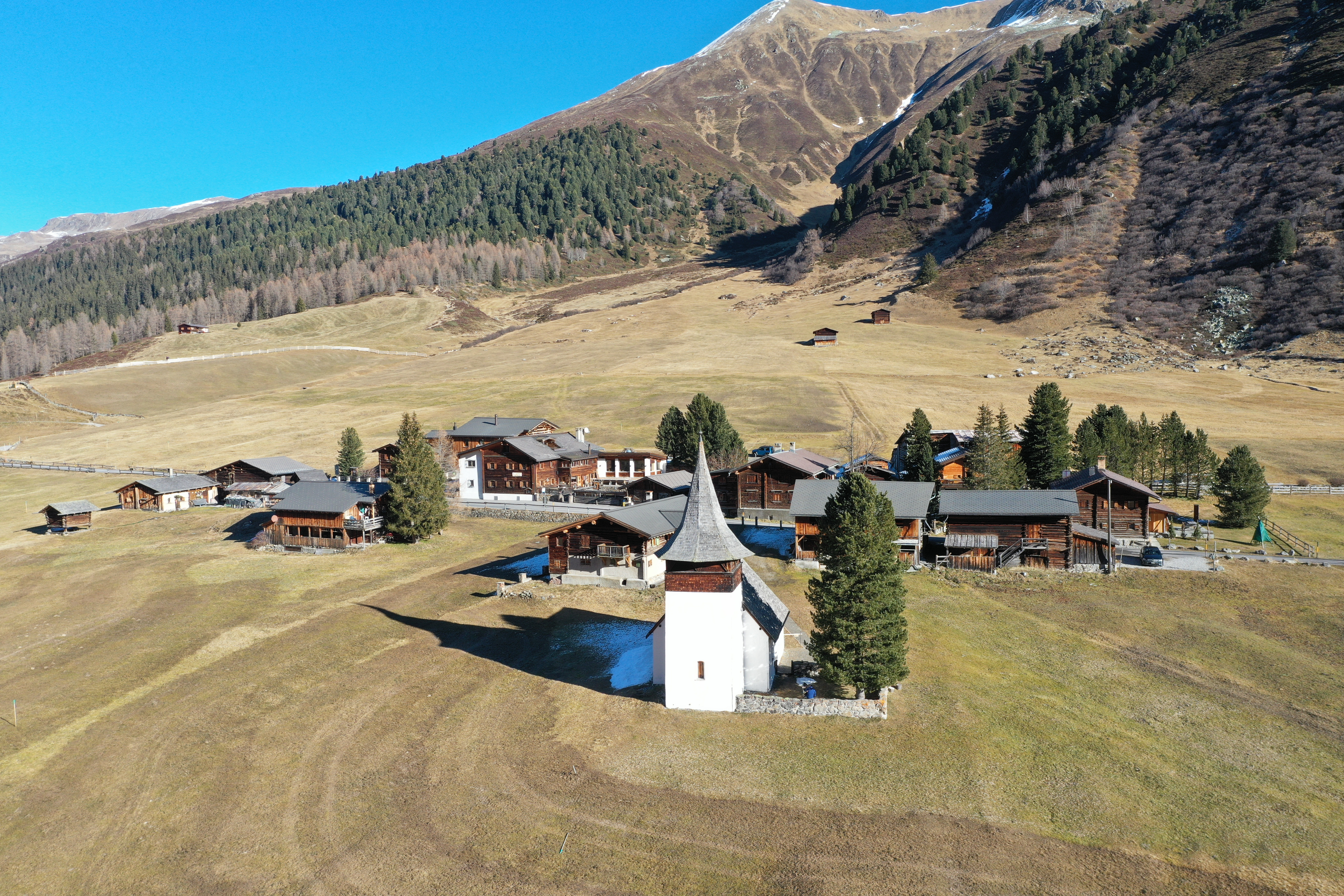

Das Sertig (1860 m) ist ein  Seitental des Landwassertals bei Davos im Kanton Graubünden in der Schweiz, das vom Sertigbach durchflossen wird. 

## Beschreibung
Die im Sertig liegenden Weiler (Sertig Dörfli und Sand) und die dazugehörenden Höfe bildeten die Nachbarschaft Sertig, die zur ehemaligen Fraktionsgemeinde Davos Frauenkirch gehört. Die am Eingang zum Sertig gelegene Nachbarschaft Clavadel gehört zur Fraktion Davos Platz.

Historisches Luftbild von Werner Friedli (1949)

Durch das Tal führt eine schmale, verkehrsarme Strasse, die gut für Fahrradtouren geeignet ist. Das ganze Jahr verkehrt ein Postauto in das Tal. In Sertig Dörfli gibt es eine denkmalgeschützte reformierte Kirche, zwei Restaurants, der «Bergführer» und das «Walserhuus» (Walserhaus), letzteres ist ein modernes Mittelklassehotel. Von dort aus kann man in südöstlicher Richtung zu einem Wasserfall am Fusse des Sertigpasses wandern.
Vom Sertigtal aus können auch anspruchsvolle Bergtouren unternommen werden, so beispielsweise via Sertigpass (2739 m ü. M.) nach Bergün/Bravuogn oder ins Engadin. Bergün/Bravuogn ist vom Sertigtal auch über die Ducanfurgga erreichbar. Eine andere Tour führt über den Sertigpass und den Scalettapass ins parallel verlaufende Dischma.
Im Winter werden Fahrten mit dem Pferdeschlitten von Bahnhof Davos-Platz in das Sertigtal angeboten. Es führt auch eine Loipe durch das Tal.

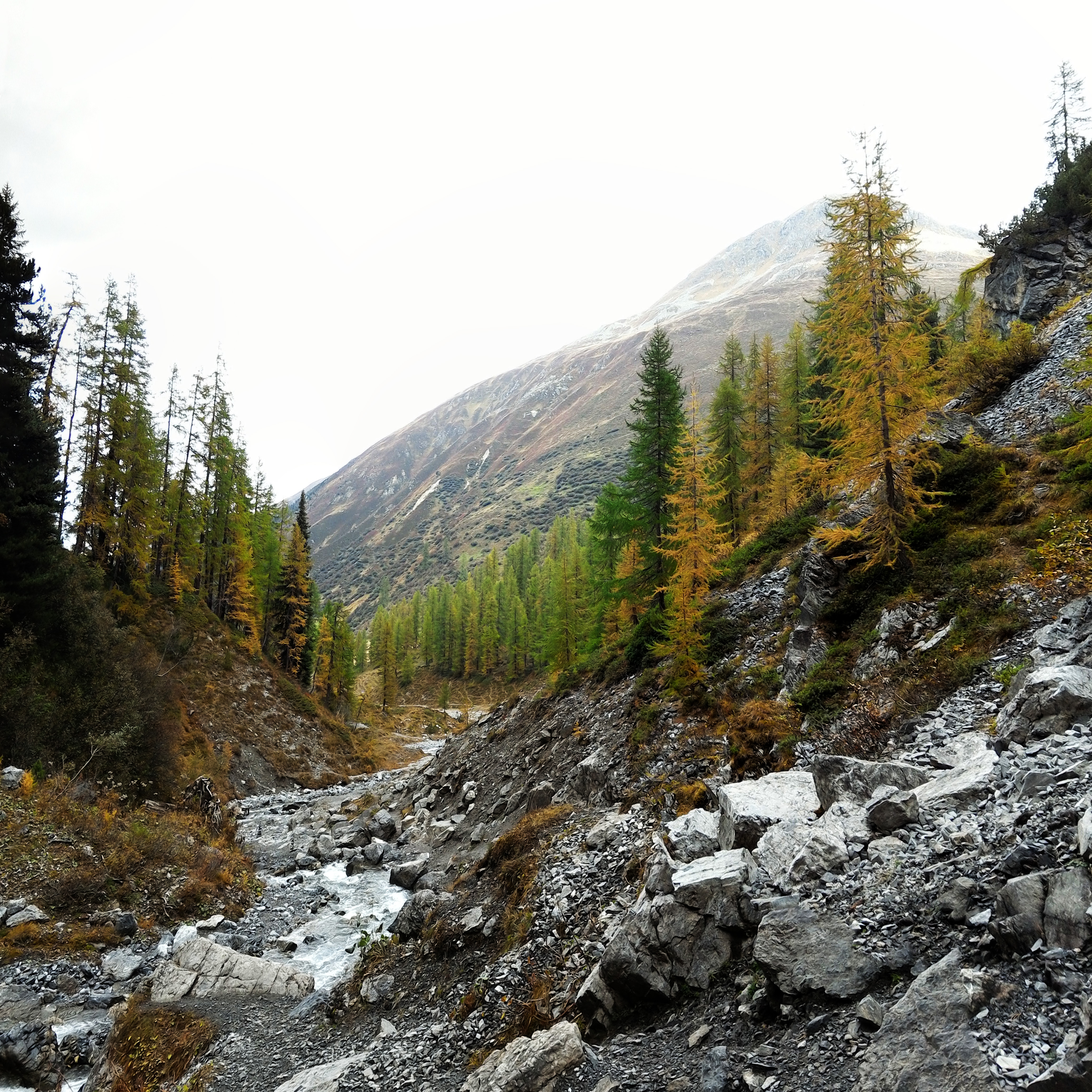
Oberer Teil der Sertig unmittelbar unterhalb des Ducanfalls
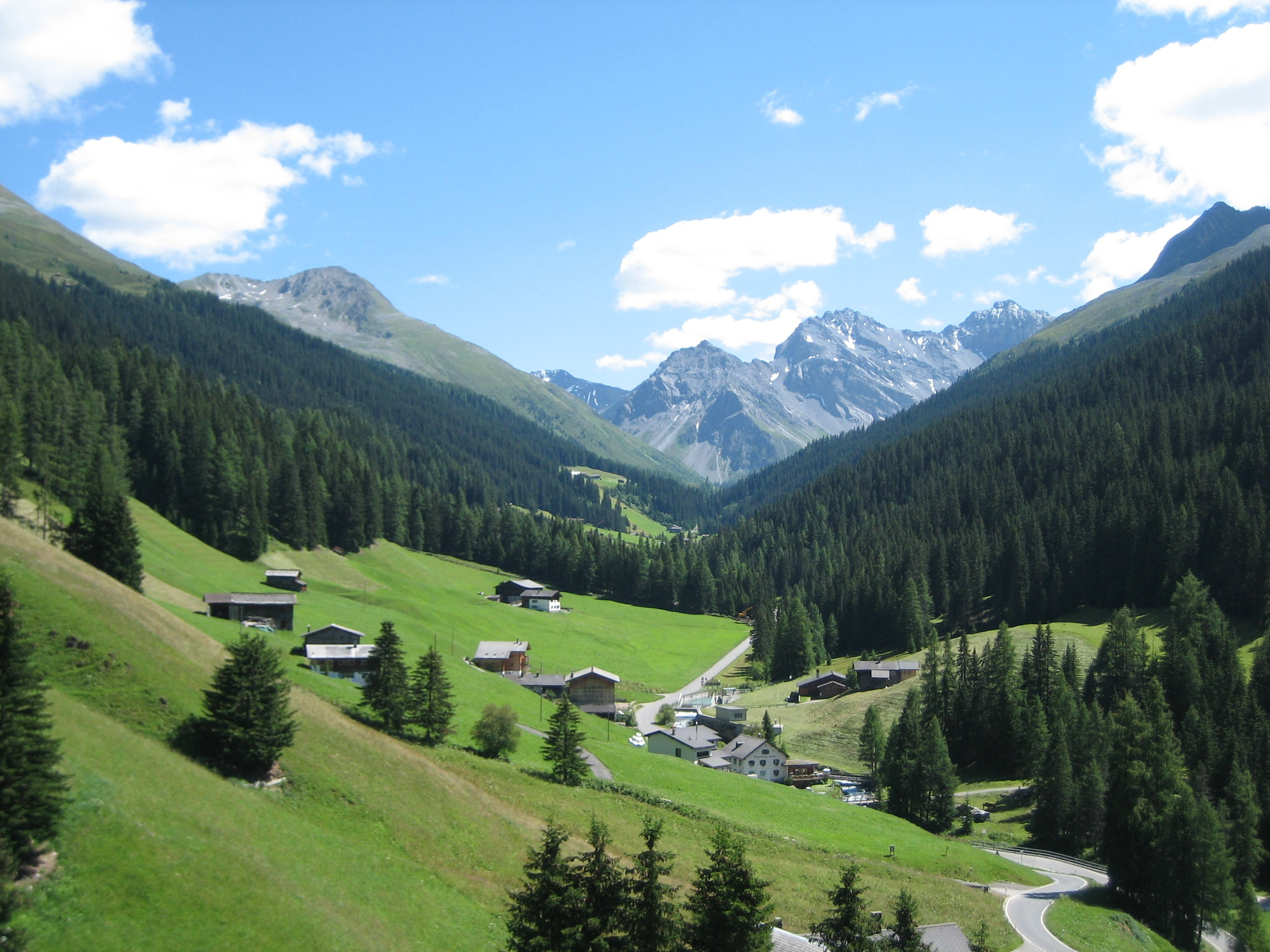
Vorderer Teil des Sertigtals (Mühle hinter Clavadel)
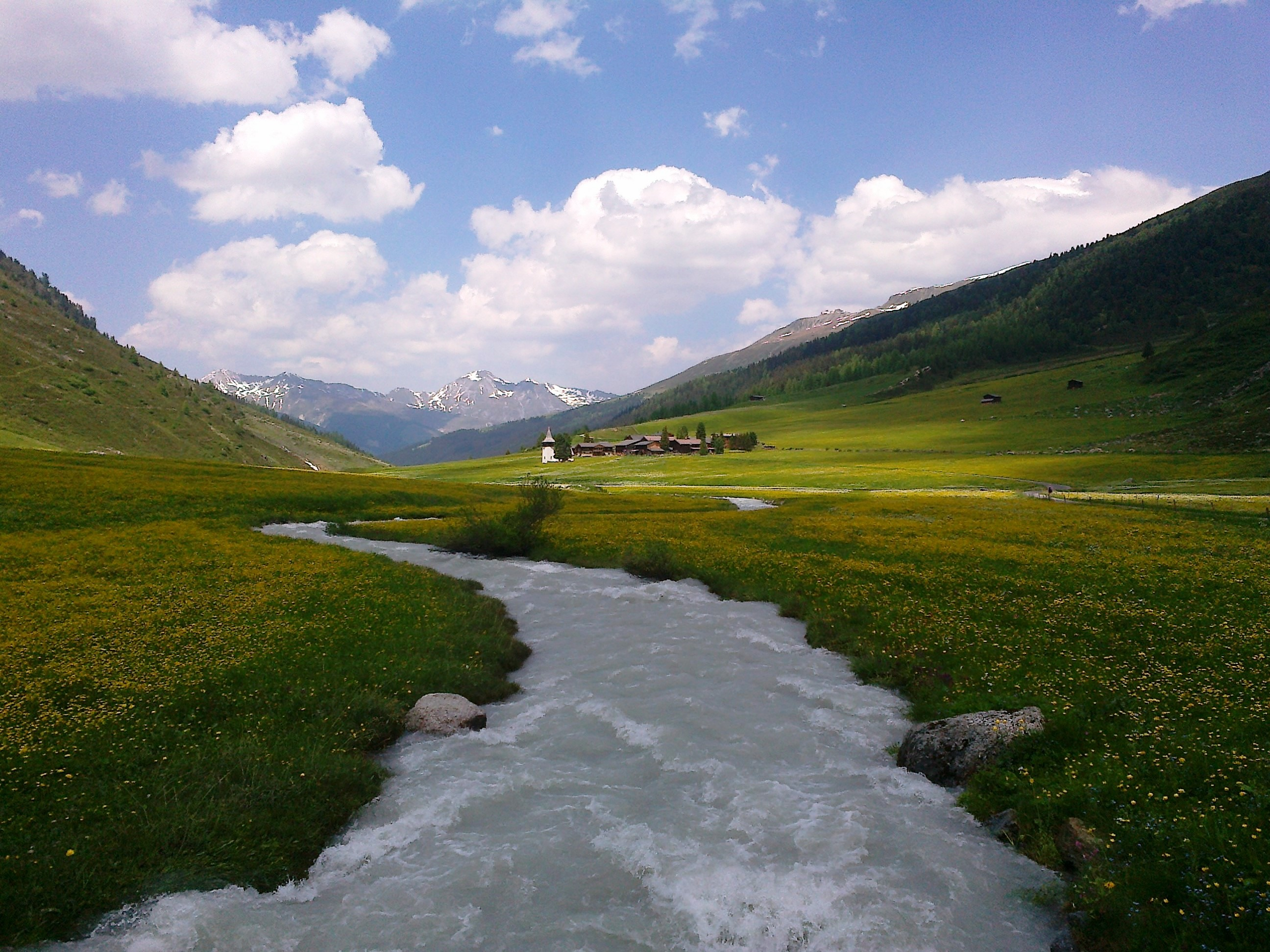
Blick von Sand zum Sertig Dörfli
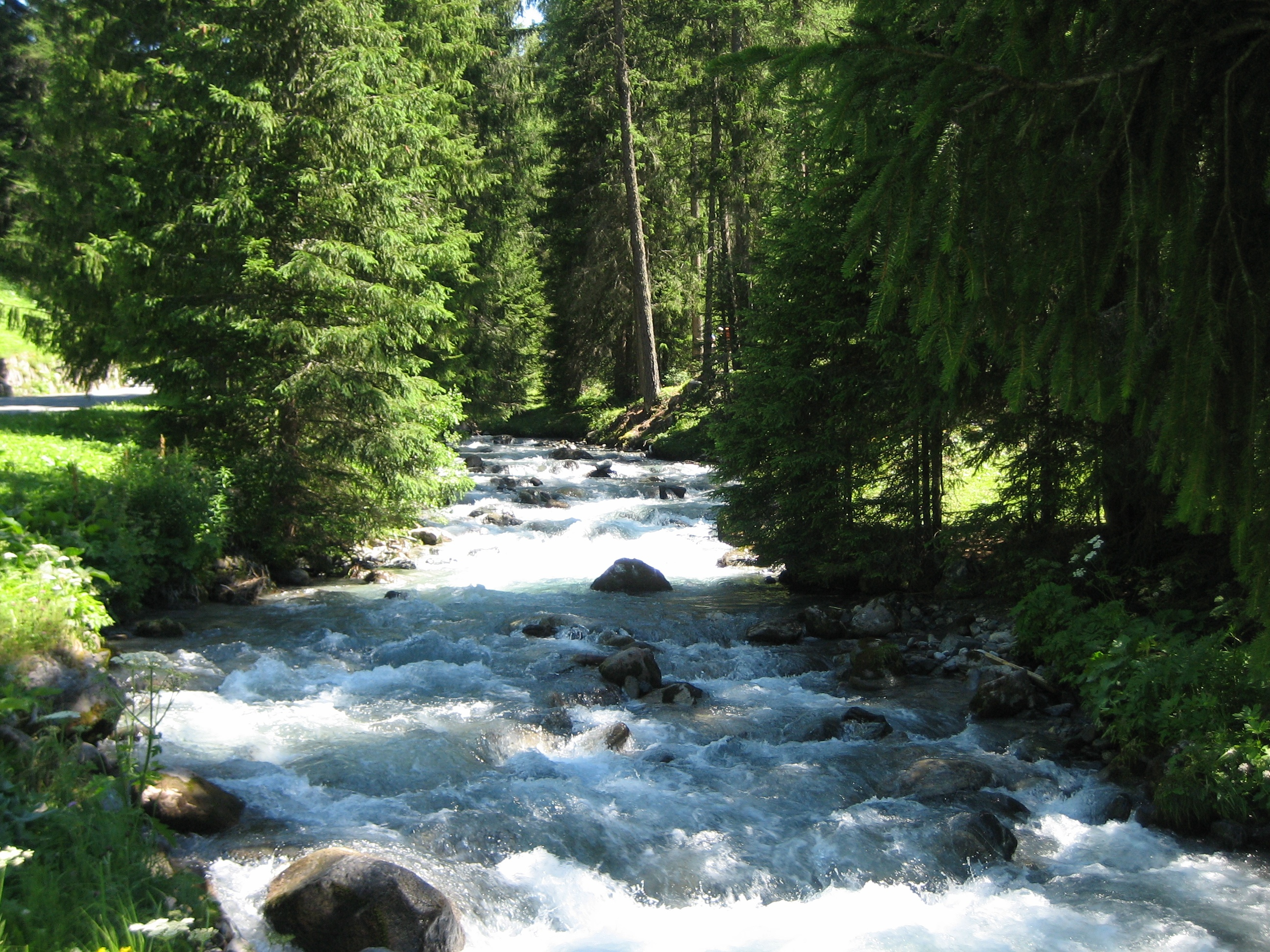
Sertigbach, Unterlauf
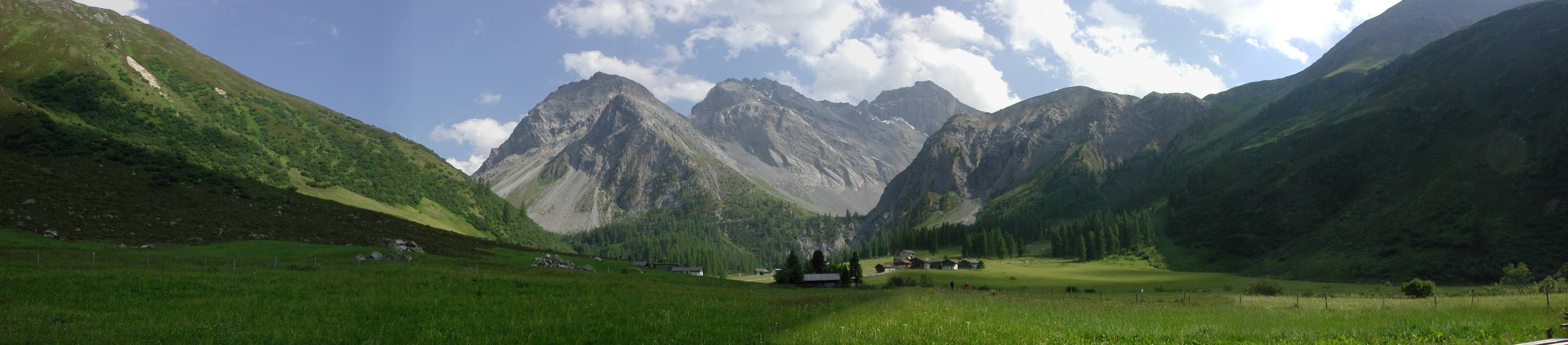
Das Panorama am Ende des Sertigtales. In der Mitte ist das Bergmassiv mit (v.l.n.r) Mittaghorn, Plattenfluh und Hoch Ducan.